# يوليوس لونغ
يوليوس لونغ (بالإنجليزية: Julius Long)‏ (28 مايو 1977 برومولوس في الولايات المتحدة - ) هو ملاكم أمريكي، صنّف ضمن فئة وزن ثقيل.

## إحصائيات
خاض خلال مسيرته 40 نزالا، فاز في 18 ولم يتعادل وخسر في 21. فاز بالضربة القاضية في 14 نزالا.

## روابط خارجية
- يوليوس لونغ على موقع بوكس ريك (الإنجليزية) (registration required)